# Myotis yumanensis
Myotis yumanensis е вид бозайник от семейство Гладконоси прилепи (Vespertilionidae).

## Разпространение
Видът е разпространен в Канада (Британска Колумбия), Мексико (Долна Калифорния, Идалго, Мичоакан и Морелос) и САЩ (Айдахо, Аризона, Вашингтон, Калифорния, Колорадо, Монтана, Невада, Ню Мексико, Оклахома, Орегон, Тексас, Уайоминг и Юта).